# Colin Cramer
Colin Cramer (* 1979 in Bietigheim-Bissingen) ist Erziehungswissenschaftler und hat seit Oktober 2024 eine Stiftungsprofessur für Erziehungswissenschaft an der Universität Konstanz (Deutschland) und der Pädagogischen Hochschule Thurgau (Schweiz) inne. Zuvor lehrte und forschte er als Universitätsprofessor an der Eberhard Karls Universität Tübingen.

## Leben
Colin Cramer studierte von 1999 bis 2002 das Lehramt für Realschulen mit dem Hauptfach Musik und den Nebenfächern Deutsch und Evangelische Theologie/Religionspädagogik an der Pädagogischen Hochschule Ludwigsburg und schloss 2002 mit der Ersten Staatsprüfung ab. In den Jahren 2003 und 2004 war er Lehramtsanwärter in Schwäbisch Gmünd und legte die Zweite Staatsprüfung für das Lehramt an Realschulen ab. Im Anschluss studierte Cramer von 2004 bis 2006 ein Diplomstudium der Erziehungswissenschaft mit dem Schwerpunkt Schulpädagogik (mit den Beifächern Empirische Kulturwissenschaft, Religionspädagogik und Soziologie) an der Universität Tübingen, das er 2006 als Diplom-Pädagoge abschloss. Im selben Jahr war er visiting scholar an der Michigan State University (USA). Von 2005 bis 2009 hatte Cramer Lehraufträge im Fachbereich Musik an der PH Ludwigsburg oder am Institut für Erziehungswissenschaft der Universität Tübingen. In den Jahren 2005 bis 2009 arbeitete Cramer an der Evangelisch-theologischen Fakultät der Universität Tübingen als Wissenschaftlicher Mitarbeiter in einem empirischen Forschungsprojekt im Feld der Religionspädagogik. Im Anschluss war er von 2009 bis 2012 Mitarbeiter in einem EU-Forschungsprojekt und parallel Realschullehrer in Herrenberg.
2011 erfolgte die Promotion im Fach Erziehungswissenschaft an der Universität Tübingen. Zum Akademischen Rat am dortigen Institut für Erziehungswissenschaft wurde Cramer im Jahr 2012 ernannt und übte dieses Amt bis 2014 aus, bevor er von 2014 bis 2016 Professuren für Schulpädagogik zunächst an der Pädagogischen Hochschule Freiburg und dann an der Universität Tübingen vertrat. Die Habilitation erfolgte dort 2015 und Cramer wurde die venia legendi für das Fach Erziehungswissenschaft verliehen. 2016 lehnte Cramer Berufungen auf Professuren an die Universitäten Koblenz-Landau (Schulentwicklung) und Tübingen (Schulpädagogik) ab.
Im selben Jahr nahm Cramer eine Professur für Professionsforschung unter besonderer Berücksichtigung der Fachdidaktiken am Institut für Erziehungswissenschaft der Universität Tübingen an. Von 2019 bis 2024 war er Studiendekan der Wirtschafts- und Sozialwissenschaftlichen Fakultät der Eberhard Karls Universität Tübingen. Im Jahr 2021 lehnte Cramer eine Berufung auf den Lehrstuhl für Schulpädagogik an die Otto-Friedrich-Universität Bamberg zugunsten eines Bleibeangebots der Universität Tübingen ab. Eine Ernennung zum Gastprofessor an der Durham University (England) erfolgte im Jahr 2022. Er war und ist Mitglied in verschiedenen Gremien, unter anderem im Wissenschaftlichen Beirat der Gießener Qualitätsoffensive Lehrerbildung (2017 bis 2023) und im Akademischen Beirat des Zentrums für Lehrerinnen- und Lehrerbildung der Otto-Friedrich-Universität Bamberg (seit 2023). Seit 2020 ist er Mitglied des Wissenschaftlichen Beirats der Pädagogischen Hochschule der Fachhochschule Nordwestschweiz, seit 2022 ständiges Mitglied des Kammernetzwerkes der Evangelischen Kirche in Deutschland (EKD) zur Beratung deren leitenden Organe. Im Jahr 2024 wurde Cramer in den Herausgebendenkreis der Zeitschrift für Pädagogik gewählt.
Ab Oktober 2024 folgt Cramer einem Ruf auf die Stiftungsprofessur für Erziehungswissenschaft an die Universität Konstanz und die Pädagogische Hochschule Thurgau (binationale Brückenprofessur Deutschland–Schweiz).

## Forschung
Colin Cramers Arbeiten sind überwiegend im interdisziplinären Feld der Professionsforschung angesiedelt. Mit seiner Arbeitsgruppe untersucht er ein breites Spektrum an Fragestellungen zum Lehrberuf und zur Professionalisierung von (angehenden) Lehrpersonen. Außerdem beschäftigt sich Cramer in seiner Berufsbiografie kontinuierlich mit Fragen allgemeiner erziehungswissenschaftlicher Relevanz, etwa in kritisch-konstruktiver Auseinandersetzung mit zentralen erziehungswissenschaftlichen Begriffen (z. B. Bildungswissenschaften, Digitalisierung, Inklusion) oder Studien (z. B. Hattie-Studie). In jüngerer Zeit arbeitet er darüber hinaus auch zum Themenfeld Schulleitung (educational leadership). Zentrale Monografien sind 2012 zur Frage der Entwicklung von Professionalität in der Lehrerbildung entstanden und 2016 zur Forschung zum Lehrerberuf. Unter seiner Mitherausgeberschaft erschien 2018 ein Band zum Verhältnis von Erziehungswissenschaft und Lehrerbildung, 2019 ein Band zu interdisziplinären Perspektiven auf das Berufsethos von Lehrpersonen und 2020 die Neuausgabe des Handbuches Lehrerinnen- und Lehrerbildung. Neben empirischen Originalarbeiten im Bereich der Professionsforschung formulierte Cramer mit Kollegen in jüngerer Zeit auch die bildungs- und professionstheoretische Perspektive der Meta-Reflexivität aus. Ein Schwerpunkt seiner Arbeitsgruppe liegt zudem in der Bereitstellung von Orientierungswissen, was sich in zahlreichen Handbuchbeiträgen und systematischen Forschungsarbeiten niederschlägt.

## Publikationen (Auswahl)
- P. Beuchel, J. Groß Ophoff, C. Cramer, M. Hautzinger: Promoting Occupational Health and Teaching Quality: The Impact of a Mindfulness Intervention in Teacher Training. In: Teaching and Teacher Education. Band 114, Nr. 6, 2022, 103703.
- J. Böhme, C. Cramer, C. Bressler (Hrsg.): Erziehungswissenschaft und Lehrerbildung im Widerstreit!? Verhältnisbestimmungen, Herausforderungen und Perspektiven. Klinkhardt, Bad Heilbrunn 2018.
- C. Cramer: Entwicklung von Professionalität in der Lehrerbildung. Empirische Befunde zu Eingangsbedingungen, Prozessmerkmalen und Ausbildungserfahrungen Lehramtsstudierender. Klinkhardt, Bad Heilbrunn 2012.
- C. Cramer: Beurteilung des bildungswissenschaftlichen Studiums durch Lehramtsstudierende in der ersten Ausbildungsphase im Längsschnitt. In: Zeitschrift für Pädagogik. Band 59, Nr. 1, 2013, S. 66–82.
- C. Cramer: Forschung zum Lehrerinnen- und Lehrerberuf. Systematisierung und disziplinäre Verortung eines weiten Forschungsfeldes. Klinkhardt, Bad Heilbrunn 2016.
- C. Cramer (Hrsg.): Meta-Reflexivität und Professionalität von Lehrpersonen. Theorieentwicklung und Forschungsperspektiven. Waxmann, Münster, 2023.
- C. Cramer, K. Binder: Zusammenhänge von Persönlichkeitsmerkmalen und Beanspruchungserleben im Lehramt. Ein internationales systematisches Review. In: Zeitschrift für Erziehungswissenschaft. Band 18, Nr. 1, 2015, S. 101–123.
- C. Cramer, C. Brown, D. Aldridge: Meta-Reflexivity and Teacher Professionalism: Facilitating Multiparadigmatic Teacher Education to Achieve a Future-Proof Profession. In: Journal of Teacher Education. 2023, S. 1–14. (Digitalisat)
- C. Cramer, M. Harant: Inklusion – Interdisziplinäre Kritik und Perspektiven von Begriff und Gegenstand. In: Zeitschrift für Erziehungswissenschaft. Band 17, Nr. 4, 2014, S. 639–659.
- C. Cramer, F. Oser (Hrsg.): Ethos: interdisziplinäre Perspektiven auf den Lehrerinnen- und Lehrerberuf. In memoriam Martin Drahmann. Waxmann, Münster 2019.
- C. Cramer, M. Harant, S. Merk, M. Drahmann, M. Emmerich: Meta-Reflexivität und Professionalität im Lehrerinnen- und Lehrerberuf. In: Zeitschrift für Pädagogik. Band 65, Nr. 3, 2019, S. 401–423.
- C. Cramer, K.-P. Horn, F. Schweitzer: Zur Bedeutsamkeit von Ausbildungskomponenten des Lehramtsstudiums im Urteil von Erstsemestern. Erste Ergebnisse der Studie »Entwicklung Lehramtsstudierender im Kontext institutioneller Rahmenbedingungen« (ELKiR). In: Zeitschrift für Pädagogik. Band 55, Nr. 5, 2009, S. 761–780.
- C. Cramer, M. Rothland, J. König, S. Blömeke (Hrsg.): Handbuch Lehrerinnen- und Lehrerbildung. Klinkhardt / utb, Bad Heilbrunn / Stuttgart 2020.
- L. Feder, C. Cramer: Portfolioarbeit in der Lehrerbildung. Ein systematischer Forschungsüberblick. In: Zeitschrift für Erziehungswissenschaft. Band 22, Nr. 5, 2019, S. 1225–1245.
- M. Pietsch, P. Tulowitzki, C. Cramer: Principals between exploitation and exploration: Results of a nationwide study on ambidexterity of school leaders. In: Educational Management Administration & Leadership. 2020.
- F. Schreiber, C. Cramer: Towards a conceptual systematic review: proposing a methodological Framework. In: Educational Review. 2022.